# 兴梠一郎
兴梠一郎（1959年—）出生于大分县，毕业于九州大学、东京外国语大学、柏克莱加州大学，曾是外务省驻香港總領事館专门调查员，为日本中国问题专家、神田外语大学教授。

## 生平
1959年，兴梠一郎出生在日本大分县。他毕业于九州大学经济学部，后在三菱商事担任勤务。不久之后，兴梠一郎远赴美国柏克莱加州大学读书，回国后在东京外国语大学继续升造。后来，他出任外务省驻香港的专门调査员，现为外务省国际情报局分析第二课专门分析员、参议院第一特别调査室客员调査员。

## 著作
- 『「一国二制度」下的香港』 论创社、2000年9月。ISBN 9784846001766。
- 『现代中国―グローバ儿化のなかで』 岩波书店、2002年8月。ISBN 9784004307976。
- 『中国激流―13亿のゆくえ』 岩波书店、2005年7月。ISBN 9784004309598。
- 『中国-巨大国家の底流』　文艺春秋、2009年12月。ISBN 9784163720104 。